# Рубльова Ружена Анатоліївна
Руже́на Анато́ліївна Рубльо́ва  (нар. 3 квітня 1967) — українська театральна актриса і хормейстерка, музичний педагог, членка Національної спілки театральних діячів України, заслужена (2009) і народна (2021) артистка України. Проросійська колаборантка (з 2022 року).

## Життєпис
Народилася 3 квітня 1967 року. Змалку виступала в Будинку культури Асканії-Нової.
1982 року вступила до Херсонського музичного училища за спеціальністю «хормейстер».
Після закінчення училища з 1986 року викладала музику.
Від 1999 року працює в Херсонському обласному академічному музично-драматичному театрі імені Микола Куліша як артистка-вокалістка, хормейстер та автор музичного оформлення вистав і концертів.
У 2007 року заочно закінчила Херсонський державний університет.
Як хормейстер співпрацювала з Миколаївським театром драми та музичної комедії, Полтавським музично-драматичним театром імені Миколи Гоголя, Луганським українським музично-драматичним театром, Рівненським музично-драматичним театром, Київським національним академічним театром оперети.
Виступала під час гастролів в таких країнах як Білорусь, Болгарія, Молдова, Португалія, Румунія, Угорщина, Франція.
2021 року удостоєна звання Народної артистки України (позбавлена). 19 січня 2025 року Ружена Рубльова позбавлена усіх державних нагород, додана до санційного списку з вкюченням фінансових обмежень.

## Колабораційна діяльність
У серпні 2022 року прийняла пропозицію російської окупаційної адміністрації Херсона, погодившись очолити дві музичні школи. У школах Рубльова змушувала дітей прославляти Росію. Також вона очолила театр на території окупованого Генічеська.
У жовтні 2023 року до Рівненського суду скерували обвинувальний акт щодо колаборантки, вона отримала підозру. Рівненський суд заочно присудив Рубльовій 10 років ув'язнення.

## Ролі у театрі
- Блоха («Інтерблоха» Миколи Лєскова)
- Дівчина-соловейко («Як козаки жартували» режисера Любові Калюжної)
- Донна («Тато в кубі» режисера Сергія Павлюка)
- Едіт Піаф («Світ пісень Едіт Піаф» режисера Любові Калюжної)
- Елен («Рольові ігри» Тетяни Іващенко)
- Мама («Межа або у контейнері» Костянтина Кеяну[en])
- Мати-Природа («Лісова пісня» Лесі Українки)
- Міні («Хело, Доллі!» Джеррі Германа)
- Покоївка («Нью-Йорк, Нью-Йорк» за Робіном Гоудоном[en])
- Проня («За двома зайцями» Михайла Старицького)
- Родиця («Страшна помста» Миколи Гоголя)
- Юнона («Енеїда» Івана Котляревського)

## Визнання
- 2005 — лауреатка Всеукраїнського театрального фестивалю жіночої творчості ім. М.Заньковецької (м. Ніжин) в номінації «За найкращу жіночу роль» у виставі «Світ пісень Едіт Піаф»
- 2009 — Заслужена артистка України[14]
- 2021 — Народна артистка України[1]